# CENTRUM Összefogás Magyarországért
Az Összefogás Magyarországért Centrum vagy Centrum Párt (egyes esetekben CENTRUM Összefogás Magyarországért) magyarországi politikai szervezet.

## Története
Alapszabálya szerint a pártot 25 magánszemély alapította 2001. december 21-én, akik egyben a Kereszténydemokrata Néppárt, a Magyar Demokrata Néppárt, a Zöld Demokraták és a Harmadik Oldal Magyarországért Egyesület tagjai voltak (ezen szervezetek is szerepelnek az alapítók között). 
Kupa Mihály, az új párt elnöke kijelentette, hogy a Centrum-Békejobb-HOM-Kereszténydemokrata-Zöld Demokrata Összefogás Magyarországért nem választási párt.
Alapszervezeteinek száma 2006. márciusi adat szerint 93, tagjainak száma 1297 fő volt.
2011-ben a pártot újjászervezték, vezetősége lecserélődött. 

## Választások

### 2002
A 2002-es választásokon a KDNP, az MDNP, a Zöld Demokraták és a Harmadik Oldal Magyarországért is a Centrum listáján indult. Az addig felépített középutas politikáját az első választási forduló után Kupa Mihály pártelnök kijelentése, mely szerint visszalép az MSZP-s jelölt javára, hiteltelenné tette. A választáson 3,9%-os eredményt ért el, ezért a 2002-től 2006-ig tartó periódusra évi 69,4 millió forint költségvetési támogatást kapott.
A középutas politika 2002-es feladása után a Magyar Demokrata Néppárt, majd a Fidesszel való kapcsolatteremtés után a Kereszténydemokrata Néppárt is kilépett a szervezetből.

### 2006
A párt a 2006-os választásokon önállóan kívánt indulni, nem kötött szövetséget sem a Fidesszel, sem az MSZP-vel, sem más párttal. A választások első fordulója után nem léptette vissza egyik jelöltjét sem ezen pártok javára. A Centrum Párt 2006-ban be kívánt jutni a parlamentbe és 2010-re jelentős kormányzati tényezővé válni, ez azonban nem sikerült; 1% alatti eredményük miatt mindenféle költségvetési támogatástól is elestek. A választások elvesztése után Kupa a következő évben végleg távozott a párt éléről.

### 2010 után
A 2010-es választásokon és a 2014-es választásokon egyetlen egyéni választókerületben sem tudott jelöltet állítani. 2013-ban a Közösség a Társadalmi Igazságosságért Néppárt pártszövetségének tagja lett.  

## A párt eredményei az országgyűlési választásokon
| Választások      | Szavazatok száma (I. forduló) | Szavazatok aránya (I. forduló | Szavazatok száma (II. forduló) | Szavazatok aránya (II. forduló) | Mandátumok száma | Mandátumok aránya | Parlamenti szerepe |
| ---------------- | ----------------------------- | ----------------------------- | ------------------------------ | ------------------------------- | ---------------- | ----------------- | ------------------ |
| 2002-es          | 219 029*                      | 3,90%*                        | 5 280*                         | 0,12%*                          | —                | —                 | nem jutott be      |
| 2006-os**        | 17 431                        | 0,32%                         | —                              | —                               | —                | —                 | nem jutott be      |
| 2010-es, 2014-es | —                             | —                             | —                              | —                               | —                | —                 | nem jutott be      |

*Centrum-KDNP közös lista eredményei
** Az első fordulóban kiesett minden jelöltje

## Tisztségviselők

### Elnök
Szabó Lajos 1957. szeptember 29-én született Kiskunhalason. Alap és középfokú tanulmányait szülővárosában végezte. 1979-ben szerzett üzemmérnöki diplomát a Keszthelyi Agrártudományi Egyetem Agronómia Főiskola Vetőmag-gazdálkodási Ágazatán. 1984-ben egyetemi, 2001-ben növényvédelmi szakmérnöki diplomát szerzett Mosonmagyaróváron az Agrártudományi Egyetem Mezőgazdaság tudományi karán. 1980-ban kötött házasságot, felesége közgazdász, okleveles könyvvizsgáló, saját vállalkozását vezeti Kiskunhalason. Két felnőtt fiúgyermekük van. Szakmai pályafutását 1979-ben a Kiskunhalasi Állami Gazdaságban kezdte növénytermesztési ágazatvezetőként. 1987-től a Vetőmag Vállalat Duna-Tisza közi Területi Központjának főmérnökeként tevékenykedett. 1990-től a BÁCSMAG Vetőmag Termeltető És Értékesítő Kft ügyvezető igazgatója, 1992-től 70-100 ha-os családi gazdaságuk szakmai irányítását végzi. Gyakorlati munkái során magas szintű jártasságot szerzett a szántóföldi növénytermesztés, a vetőmag-gazdálkodás, a növényvédelem, az agrárkereskedelem (vetőburgonya) és az agrárenergetika területén. 1997-től a Halasi Box Club elnöke, 1998-tól a Bács-Kiskun Megyei Ökölvívó Szakszövetség alelnöke. Tagja a Magyar Növényvédő Mérnöki és Növényorvosi Kamarának. 2006-tól a Centrum Párt tagja és a Kiskunhalasi Szervezet alapítója. 2007. januárjától az országos választmány és az elnökség tagja, 2009 júniusától a párt alelnöke, 2010 májustól elnöke.